# Aeropuerto Regional El Aguacate
Es el Principal aeropuerto de la zona oriental de la república de Honduras, ubicado a las afueras de la ciudad de Catacamas, en el departamento de Olancho.

## Historia

### Antecedentes
La Base Militar El Aguacate fue fundada en la frontera de la república de Honduras, con la de Nicaragua, durante la administración del Presidente constitucional Doctor Roberto Suazo Cordova junto a las gestiones del representante diplomático Míster John Dimitri Negroponte, en su condición de embajador de los Estados Unidos de América, en el país centroamericano, durante los años de 1980 a 1985.
En dicha base se entrenaban las fuerzas paramilitares "Contras", quienes sostenían una guerra de liberación contra las fuerzas gubernamentales nicaragüenses; además la base adquirió cierta fama al ser centro de tortura de los agentes de la CIA y del Batallón 3-16 equipada y resguardada por los Marines y contraespionaje estadounidense.

### Aeropuerto regional
Desde el final de la guerra civil en la república de Nicaragua, el aeródromo ha servido para vuelos militares hacia la zona Oriental del País. En 1998 sirvió para el aterrizaje de las aeronaves con ayudas para las víctimas del Huracán Mitch, y también como punto de partida de las aeronaves civiles y militares encargados de la protección de los parques naturales protegidos como el "Patuca" y el "Plátano".
Durante la administración de presidente constitucional de la república, José Manuel Zelaya Rosales gestionó y dio inicio a la remodelación del aeródromo, para ser utilizado como aeropuerto regional. Esto incluía el acondicionamiento de la pista que hasta el momento era de herradura y la construcción de una terminal que incluyera las necesidades básicas para este tipo de aeropuerto. Se asfalto la pista de aterrizaje y se acondicionó la terminal. Los Costos de la obra fueron financiados por el gobierno de la república por medio de SOPTRAVI y por COCESNA.

## Aerolíneas y destinos
- CM Airlines
  - Tegucigalpa / Aeropuerto Internacional Toncontín
  - San Pedro Sula / Aeropuerto Internacional Ramón Villeda Morales